# الحصامة
الحَصَّامَة هي قرية سعودية تتبع محافظة أحد المسارحة بمنطقة جازان.

## نبذة
يحد قرية الحصامة من الشمال حاكمة العز (العُر) ومن الغرب قرية جحا ومن الجنوب وادي خلب ومن الشرق أحد المسارحة. أغلب سكان القرية من قبيلة آل عطيف وبعض الأُسر والقبائل الأخرى. توجد في القرية مدرسة واحدة للمرحلة الابتدائية تم إنشاؤها سنة 1391هـ، وفي سنة 1435هـ تم إنشاء أول مركز صحي ليعمل على خدمة القرية بالإضافة إلى القرى المجاورة.، تبعد 5 كم جنوب غرب مدينة أحد المسارحة.

## انظر ايضاً
- أحد المسارحة
- أبو عريش

## وصلات خارجية
- بلدية محافظة أبو عريش
- حصر الخدمات بالمدن والقرى بمنطقة جازان
- فرص الإستثمار السياحي بمنطقة جازان
- دليل الخدمات بمنطقة جازان